# St-Rémy (Olley)

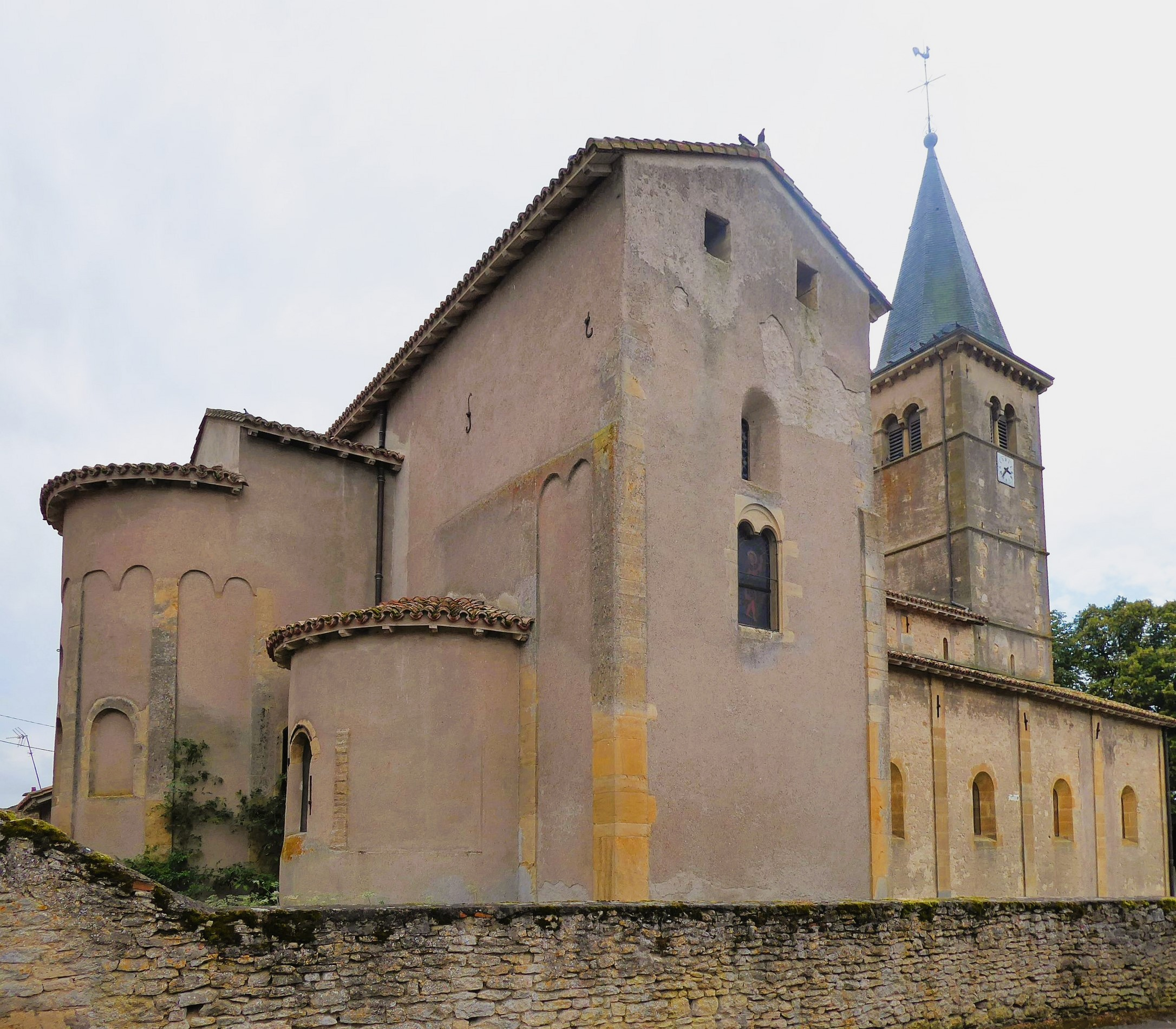
Kirche St-Rémy in Olley, Blick zu den Ostteilen aus dem 11. Jahrhundert von Nordosten

Die römisch-katholische Kirche St-Rémy befindet sich in Olley im Département Meurthe-et-Moselle in der französischen Region Grand Est. Das Gotteshaus, das in seinen ältesten Teilen auf das 11. Jahrhundert zurückgeht, ist wegen seiner kunsthistorischen Bedeutung bereits im Jahr 1875 als Monument historique klassifiziert worden.

## Geschichte
Die Kirche St-Rémy mit dem Patrozinium des heiligen Remigius von Reims in Olley wurde in der Mitte des 11. Jahrhunderts auf Veranlassung des Bischofs Dietrich von Verdun errichtet. Zu dieser Zeit ließ der Bischof die Kathedrale von Verdun nach deren Brand im Jahr 1047 neu errichten. Von dem unter Dietrich errichteten Bau der Kirche St-Rémy haben sich die östlichen Teile mit dem Querhaus und den drei Apsiden erhalten, die durch breite Lisenen gegliedert sind. Zu ihrer heutigen Form als Basilika wurde die Kirche zu Beginn des 12. Jahrhunderts umgestaltet. Dabei wurden der Chor und das Querschiff erhöht und mit der übrigen Kirche mit einem einheitlichen Gewölbe ausgestattet. Das Mittelschiff ist schmal und nur unwesentlich breiter als die Seitenschiffe, jedoch ist es sehr hoch, was in der Wahrnehmung des Kunsthistorikers Heribert Reiners zu einem „vollendeten Wohlklang“ der Raumwirkung führt, da auch die Höhe des Mittelschiffs für das Querhaus und den Chor bis zum Schluss der Apsiden beibehalten wurde. Durch die Höhe des Mittelschiffs und der steilen Nebendächern war nur wenig Platz für Obergadenfenster, die so zu Lichtscharten verkleinert wurden.
Im Jahr 1595 wurde die Kirche zu einer Wehrkirche ausgebaut und um die heute noch vorhandenen Wehrgeschosse erhöht. Dabei wurde ein Teil der Lisenengliederung des romanischen Baus zerstört. Im Jahr 1844 befand sich das Gotteshaus in einem ruinösen Zustand und sollte zunächst durch einen Neubau ersetzt werden. Jedoch wurde der kunsthistorische Wert der Kirche erkannt und mit Wiederherstellungsarbeiten begonnen. Im Zuge der Renovierung musste der Glockenturm 1845 neu aufgeführt werden, außerdem wurde das Gotteshaus dabei um ein Joch nach Westen verlängert. Durch mangelhafte Abstützungen kam es während der Bauarbeiten zu einem teilweisen Einsturz des Kirchenschiffes, der Innenraum entspricht nach Einschätzung von Heribert Reiners aber im Wesentlichen dem alten Bauzustand. Das Kirchenschiff wurde im Äußeren im Gegensatz zu Chor und Querhaus stark überarbeitet.

## Ausstattung

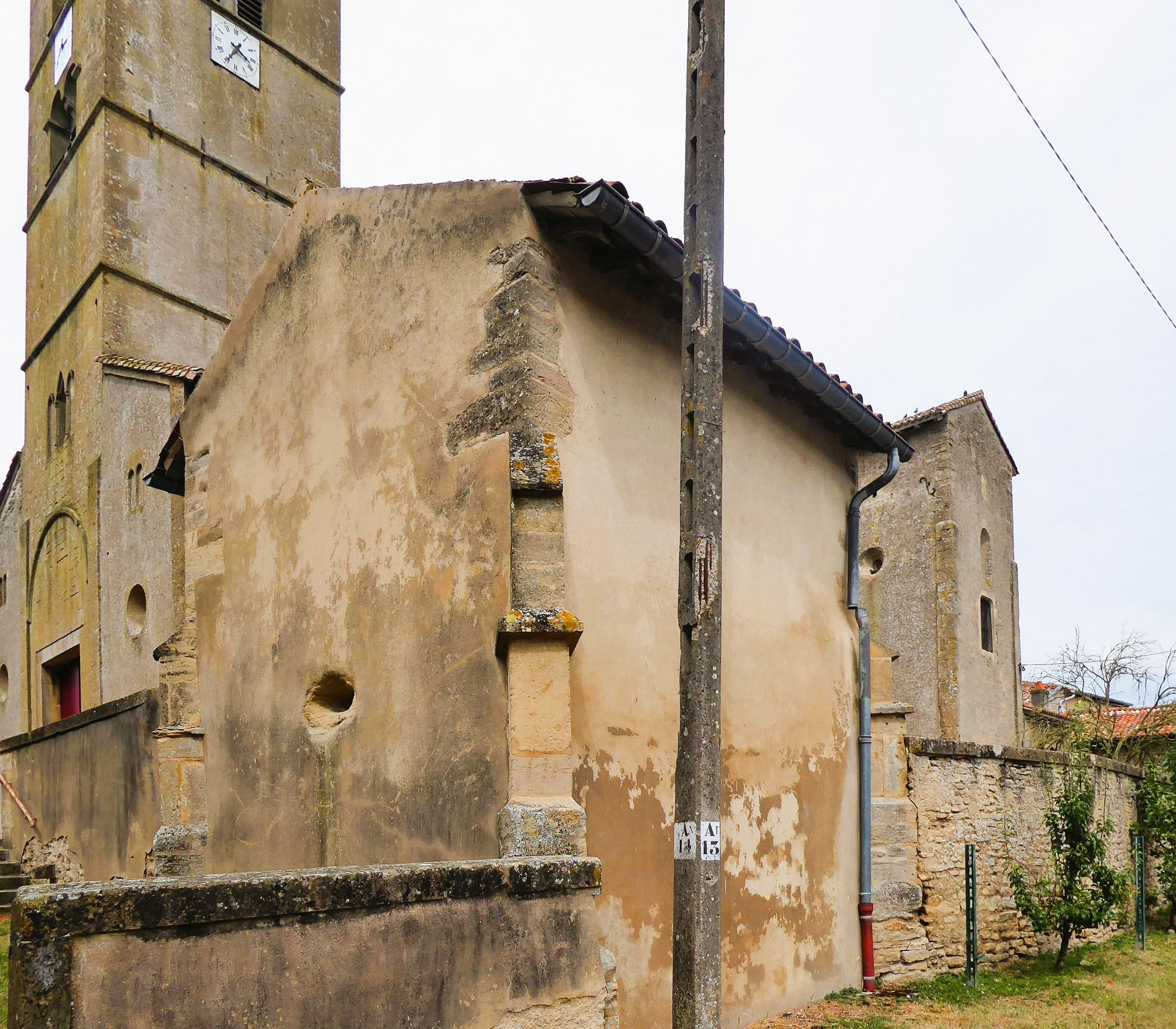
Das ehemalige Beinhaus auf der südwestlichen Ecke der Kirchhofmauer

Zahlreiche Ausstattungsgegenstände der Kirche sind als Einzelobjekte als Monuments historique denkmalgeschützt, darunter der Hauptaltar mit einem Flügeltabernakel aus der zweiten Hälfte des 18. Jahrhunderts, aus Holz gefertigt, vergoldet bzw. bemalt. Zur weiteren Ausstattung gehört ein Kapitell aus der gallorömischen Zeit, das bei der Restaurierung der Kirche unter dem Hauptaltar gefunden und in ein Taufbecken umgewandelt wurde. Das Taufbecken selber wurde im ausgehenden 19. Jahrhundert mit diesem Kapitell im korinthischen Stil geschaffen. Der ehemalige, um 1740 entstandene Hauptaltar wurde in den linken Seitenchor versetzt. Zu ihm gehören drei hölzerne Skulpturen die Heiligen Remigius von Reims, Eligius von Noyon und Nikolaus von Myra darstellend. Ein im Chorraum links vom Hauptaltar befindliches Kreuz mit der Christusfigur entstand im 18. Jahrhundert, Holz, farbig gefasst.

## Beinhaus
In der südwestlichen Ecke des Kirchhofs erhebt sich auf der Ummauerung des Geländes ein ehemaliges Beinhaus (französisch Ossuaire), das als Einzelobjekt seit 1990 als Monument historique der höchsten Schutzstufe klassifiziert ist. Das spätgotische Bauwerk trägt die Jahreszahl 1541 und öffnet sich nach Osten und Norden durch jeweils eine große spitzbogige Öffnung. In das Mauerwerk sind einzelne Schädel eingelassen.